# Пруси (село)
Пруси — село в окрузі Бановці-над-Бебравою в Банськобистрицькому краю Словаччини. Станом на грудень 2015 року в селі проживало 530 людей.

## Населення
| Рік:            | 1994. | 2004.   | 2014.   | 2024.    |
| --------------- | ----- | ------- | ------- | -------- |
| Кількість осіб: | 531   | 551     | 598     | 666      |
| Різниця:        |       | +3,76 % | +8,52 % | +11,37 % |

| Рік:            | 2023. | 2024.   |
| --------------- | ----- | ------- |
| Кількість осіб: | 648   | 666     |
| Різниця:        |       | +2,77 % |